# 科爾代區
43°19′48″N 75°04′12″E / 43.33000°N 75.07000°E

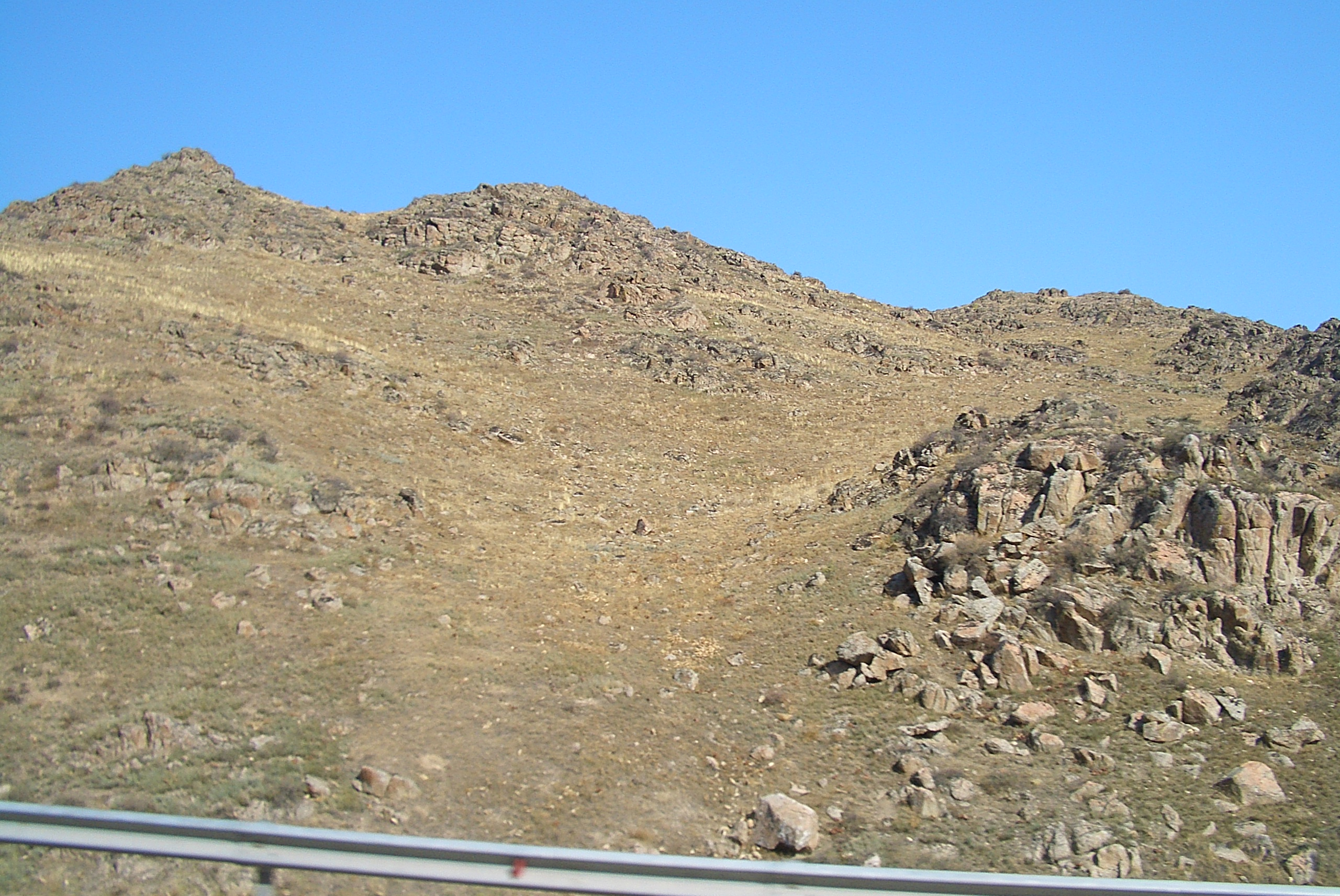

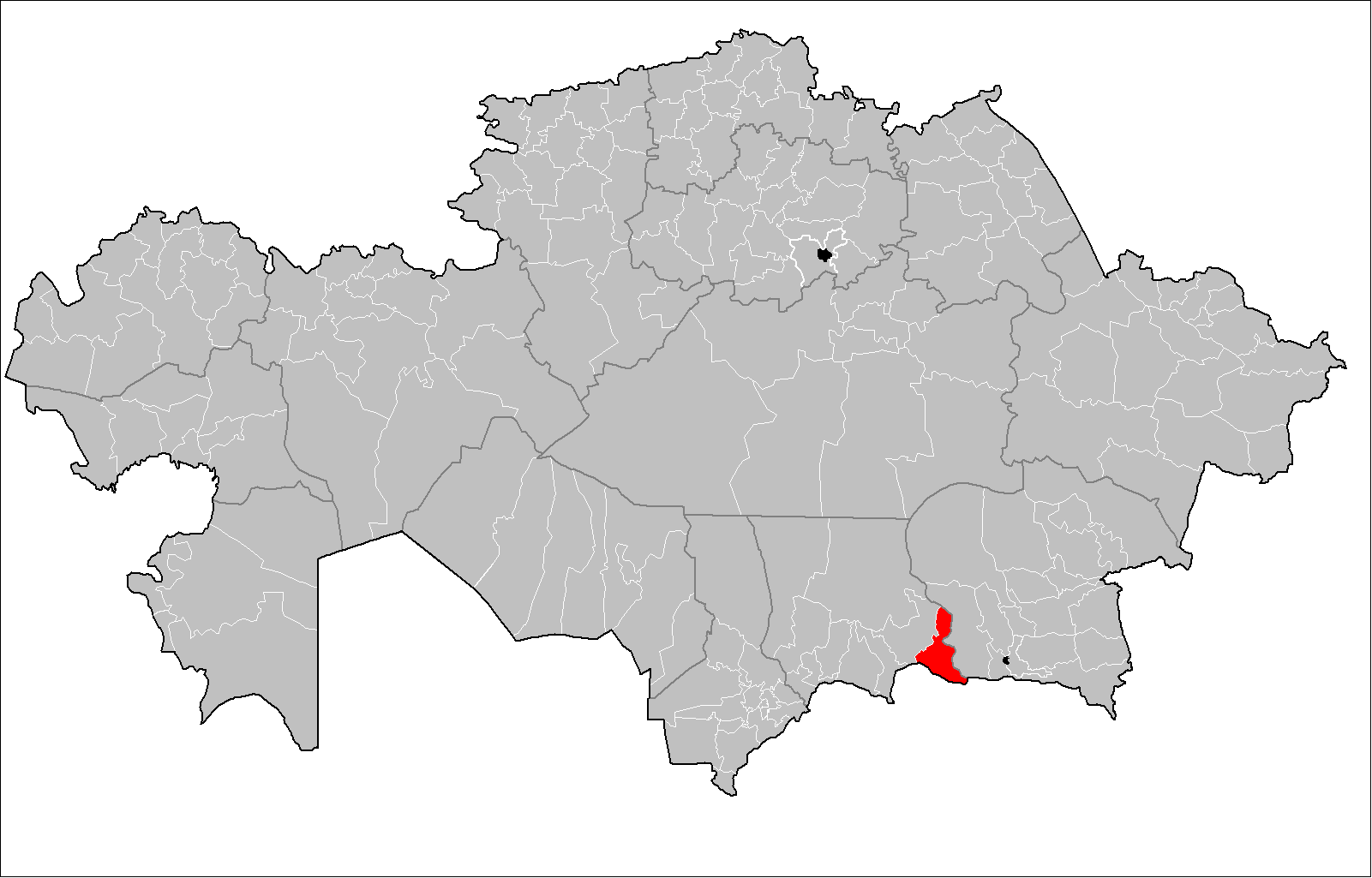

科爾代區是哈薩克斯坦的行政區，位於該國南部，由江布爾州負責管轄，首府設於科尔代 (科尔代区)，始建於1928年，面積約8,900平方公里，2019年人口數為143,827。